# 勒福 (康塔尔省)
勒福（法語：Le Fau，法語發音：[lə fo]）是法国康塔尔省的一个市镇，属于莫里亚克区。

## 地理
勒福（45°6'6"N, 2°35'3"E）面积19.46 平方千米，位于法国奥弗涅-罗讷-阿尔卑斯大区康塔爾省，该省份为法国中南部省份，位于法國中央高原中心，北起科雷兹省、上盧瓦爾省和多姆山省，西接洛特省和科雷兹省，南至阿韦龙省和洛特省，东临上盧瓦爾省和洛泽尔省。
与勒福接壤的市镇（或旧市镇、城区）包括：勒法尔古、丰唐日、圣保罗德萨莱尔、圣普罗热德萨莱尔。

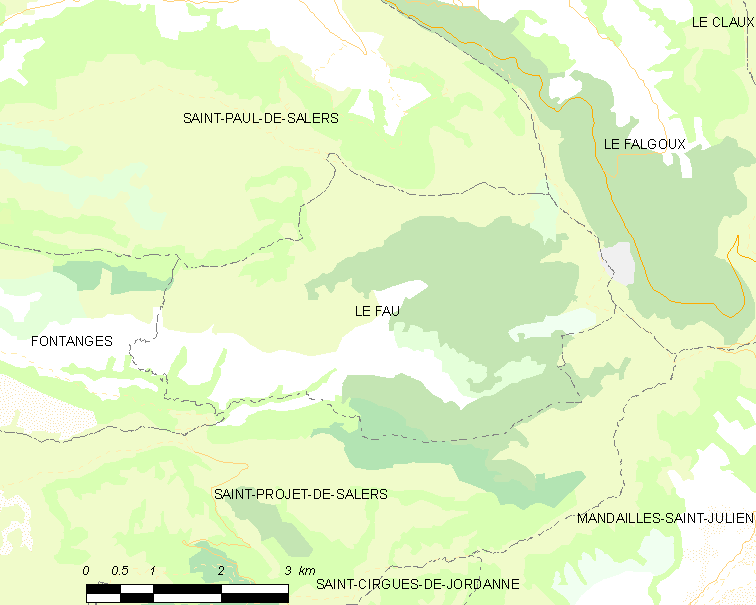
的OSM定位图

勒福的时区为UTC+01:00、UTC+02:00（夏令时）。

## 行政
勒福的邮政编码为15140，INSEE市镇编码为15067。

## 政治
勒福所属的省级选区为莫里亚克县。

## 人口

1962-2008年间人口变化图示

勒福于2022年1月1日时的人口数量为31人。